# Vassiliy Levit
Pour les articles homonymes, voir Levit.
Vassiliy Levit est un boxeur kazakh né le 24 février 1988.

## Carrière
Bien que dominant dans les trois reprises, c'est pourtant son adversaire le Russe Evgeny Tishchenko qui se voit décerner la médaille d'or olympique de la catégorie des -91 kg aux Jeux olympiques d'été de 2016, grâce à une victoire par décision des juges très controversée,. Sa carrière de boxeur est également marquée par deux titres de champion d'Asie à Zhuhai en 2009 et à Tachkent en 2017 ainsi que par une médaille de bronze aux championnats du monde de Hambourg en 2017.

## Palmarès

### Jeux olympiques
- Médaille d'argent en -91 kg en 2016 à Rio de Janeiro, Brésil

### Championnats du monde de boxe amateur
- Médaille de bronze en -91 kg en 2019 à Iekaterinbourg, Russie
- Médaille de bronze en -91 kg en 2017 à Hambourg, Allemagne

### Championnats d'Asie de boxe amateur
- Médaille d'or en -91 kg en 2009 à Zhuhai, Chine
- Médaille d'or en -91 kg en 2017 à Tachkent, Ouzbékistan